# Comuna Vasîlivka, Lebedîn
Vasîlivka (în ucraineană Василівка) este o comună în raionul Lebedîn, regiunea Sumî, Ucraina, formată din satele Novosilske, Pomirkî și Vasîlivka (reședința).

## Demografie
Componența lingvistică a comunei Vasîlivka
     Ucraineană (97,17%)
     Rusă (2,28%)
     Alte limbi (0,06%)
Conform recensământului din 2001, majoritatea populației comunei Vasîlivka era vorbitoare de ucraineană (97,17%), existând în minoritate și vorbitori de rusă (2,28%).